# Perales del Alfambra
Perales del Alfambra is een gemeente in de Spaanse provincie Teruel in de regio Aragón met een oppervlakte van 104,24 km². Perales del Alfambra telt 227 inwoners (1 januari 2016).